# Carolina Crescentini

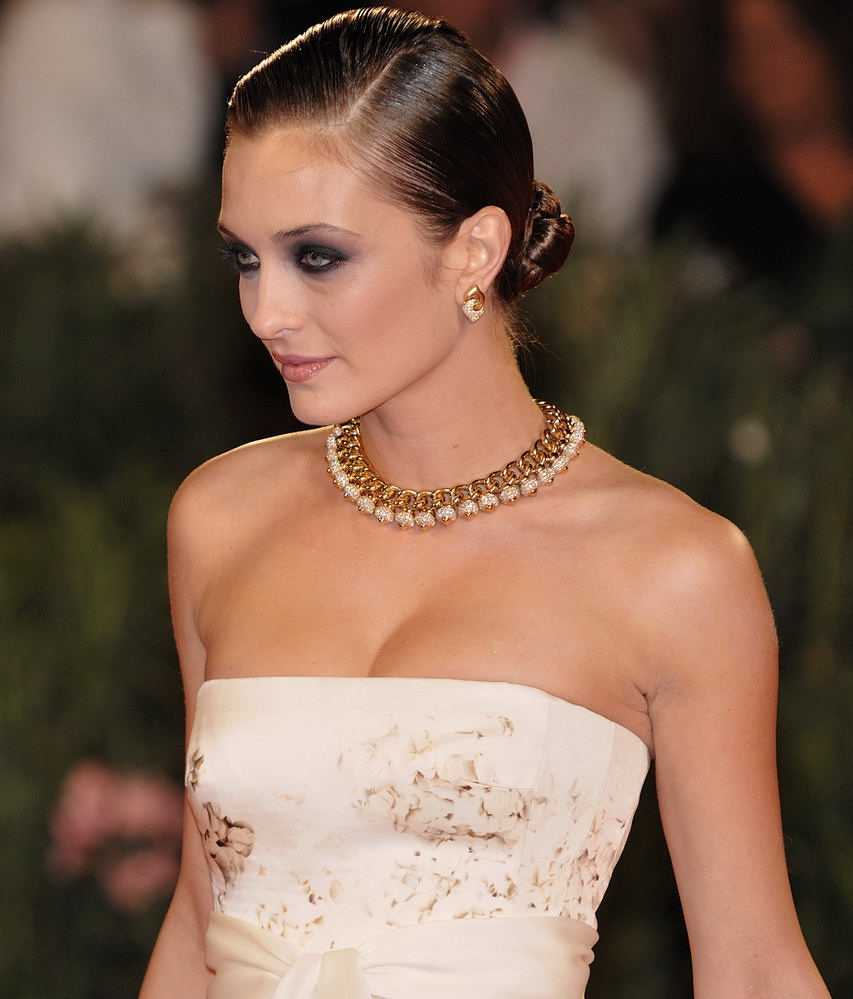
Carolina Crescentini bei den 66. Filmfestspielen von Venedig 2009

Carolina Crescentini (* 18. April 1980 in Rom) ist eine italienische Schauspielerin.

## Leben
Crescentini absolvierte die Scuola Nazionale di Cinema in Rom. Seit 2005 war sie in mehr als 40 Film- und Fernsehproduktionen zu sehen.

## Filmografie (Auswahl)
- 2005: Carabinieri: Sotto copertura (Fernsehfilm)
- 2006: Thermae 2'40"
- 2006: H2Odio (Hate 2 O)
- 2007: Notte prima degli esami – Oggi
- 2007: Cemento armato
- 2007–2010, 2022: Boris (Fernsehserie, 18 Folgen)
- 2008: Parlami d’amore (Talk to Me About Love)
- 2008: I demoni di San Pietroburgo (The Demons of St. Petersburg)
- 2009: Due partite (The Ladies Get Their Say)
- 2009: Die 1000-Euro-Generation (Generazione mille euro)
- 2009: Il fuoco e la cenere
- 2009: Oggi sposi
- 2010: Männer al dente (Mine vaganti)
- 2010: 20 sigarette
- 2010: Henry
- 2010: Un cane per due (Fernsehfilm)
- 2011: Boris – Il film
- 2011: L’industriale
- 2012: Una famiglia perfetta
- 2012: Breve storia di lunghi tradimenti
- 2013: Niente può fermarci
- 2014: Allacciate le cinture
- 2014: Ti amo troppo per dirtelo (Fernsehfilm)
- 2014: Fratelli unici
- 2015: Das Dekameron (Maraviglioso Boccaccio)
- 2015: Max & Hélène (Max e Hélène, Fernsehfilm)
- 2015: L'accabadora
- 2015: Tempo instabile con probabili schiarite
- 2016: Assolo
- 2017: Diva!
- 2017: Beata ignoranza
- 2017: La verità, vi spiego, sull’amore
- 2017–2023: I bastardi di Pizzofalcone (Fernsehserie, 20 Folgen)
- 2018: Zuhause ist es am schönsten (A casa tutti bene)
- 2018: Sconnessi
- 2019: De sable et de feu
- 2019: Letto numero 6
- 2019: Non ho niente da perdere (Fernsehfilm)
- 2020–2023: Mare fuori (Fernsehserie, 25 Folgen)
- 2021: La bambina che non voleva cantare (Fernsehfilm)
- 2021: Per tutta la vita
- 2022: C'era una volta il crimine
- 2022–2024: Für die Kämpfer, für die Verrückten (Tutto chiede salvezza) (Fernsehserie, 8 Folgen)[1]
- 2023: Grosso guaio all’Esquilino – La leggenda del kung fu
- 2023: Diabolik ist nicht zu fassen (Diabolik chi sei?)
- 2023: La guerra del Tiburtino III
- 2023: Benzina (Kurzfilm)
- 2024: Come far litigare mamma e papà
- 2024: The Bad Guy (Fernsehserie, 3 Folgen)